# Haute-Sorne
Haute-Sorne är en kommun i distriktet Delémont i kantonen Jura, Schweiz. Kommunen har 7 362 invånare (2023).
Kommunen bildades den 1 januari 2013 genom en sammanslagning av kommunerna Bassecourt, Courfaivre, Glovelier, Soulce och Undervelier. 